# Оо (коммуна)
Оо́ (фр. Oô, окс. Òu) — коммуна во Франции, находится в регионе Юг — Пиренеи. Департамент — Верхняя Гаронна. Входит в состав кантона Баньер-де-Люшон. Округ коммуны — Сен-Годенс.
Код INSEE коммуны — 31404.

## География

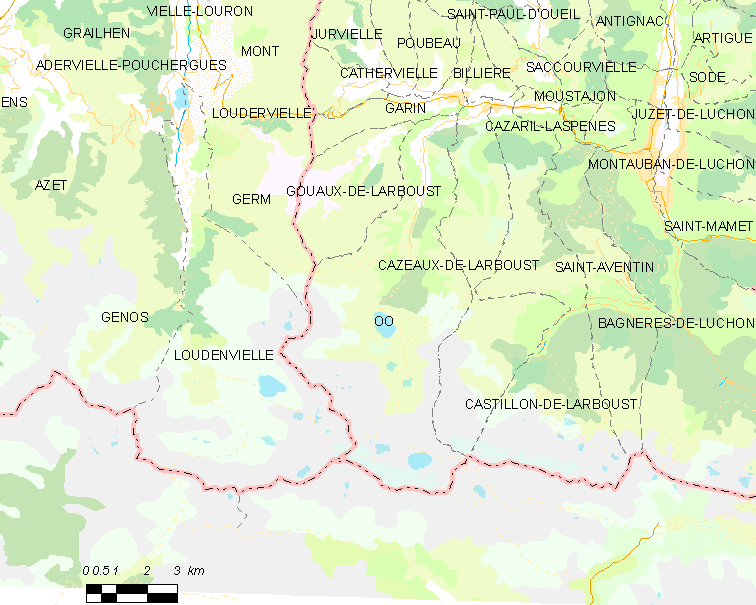
Карта коммуны

Коммуна расположена приблизительно в 690 км к югу от Парижа, в 120 км к юго-западу от Тулузы.
На территории коммуны расположены несколько озёр, в том числе Гласе (фр. Glacé), Оо, Сосса (фр. Saussat), Эспиньо (фр. Espingo) и Портийон, из которого вытекает река Нест-д’Оо.

## Климат
Климат умеренно-океанический. Зима мягкая и снежная, весна характеризуется сильными дождями и грозами, лето сухое и жаркое, осень солнечная. Преобладают сильные юго-восточные и северо-западные ветры.

## Население
Население коммуны на 2010 год составляло 111 человек.
| 1962 | 1968 | 1975 | 1982 | 1990 | 1999 | 2010 |
| ---- | ---- | ---- | ---- | ---- | ---- | ---- |
| 135  | 103  | 117  | 106  | 105  | 109  | 111  |

## Экономика
В 2010 году среди 68 человек трудоспособного возраста (15—64 лет) 53 были экономически активными, 15 — неактивными (показатель активности — 77,9 %, в 1999 году было 75,7 %). Из 53 активных жителей работали 45 человек (27 мужчин и 18 женщин), безработных было 8 (2 мужчин и 6 женщин). Среди 15 неактивных 2 человека были учениками или студентами, 10 — пенсионерами, 3 были неактивными по другим причинам.

## Достопримечательности
- Сигнальная башня Ле-Касте (X—XI века). Исторический памятник с 1950 года[4]
- Церковь Св. Иакова (XII век)

## Фотогалерея

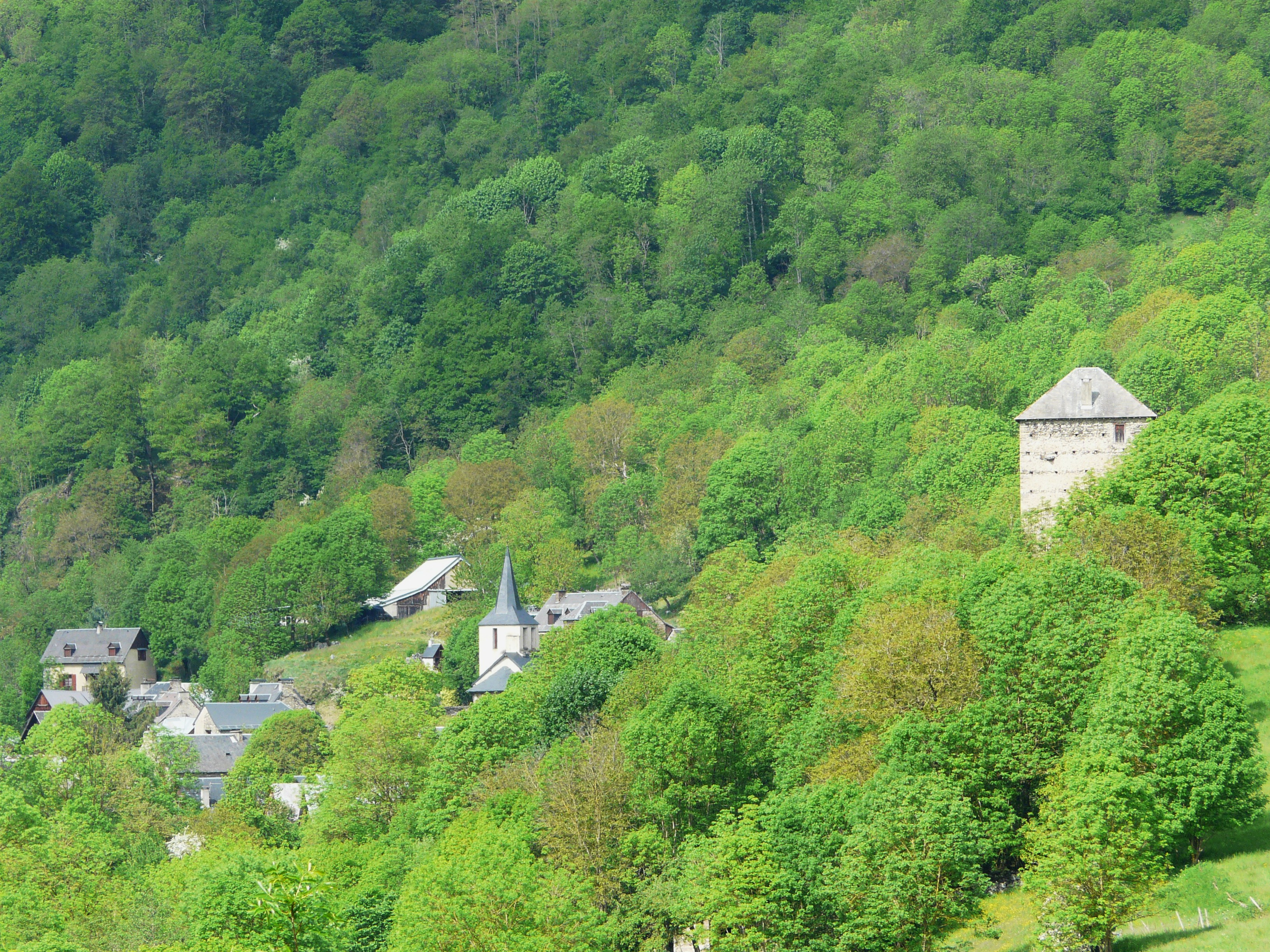
Оо
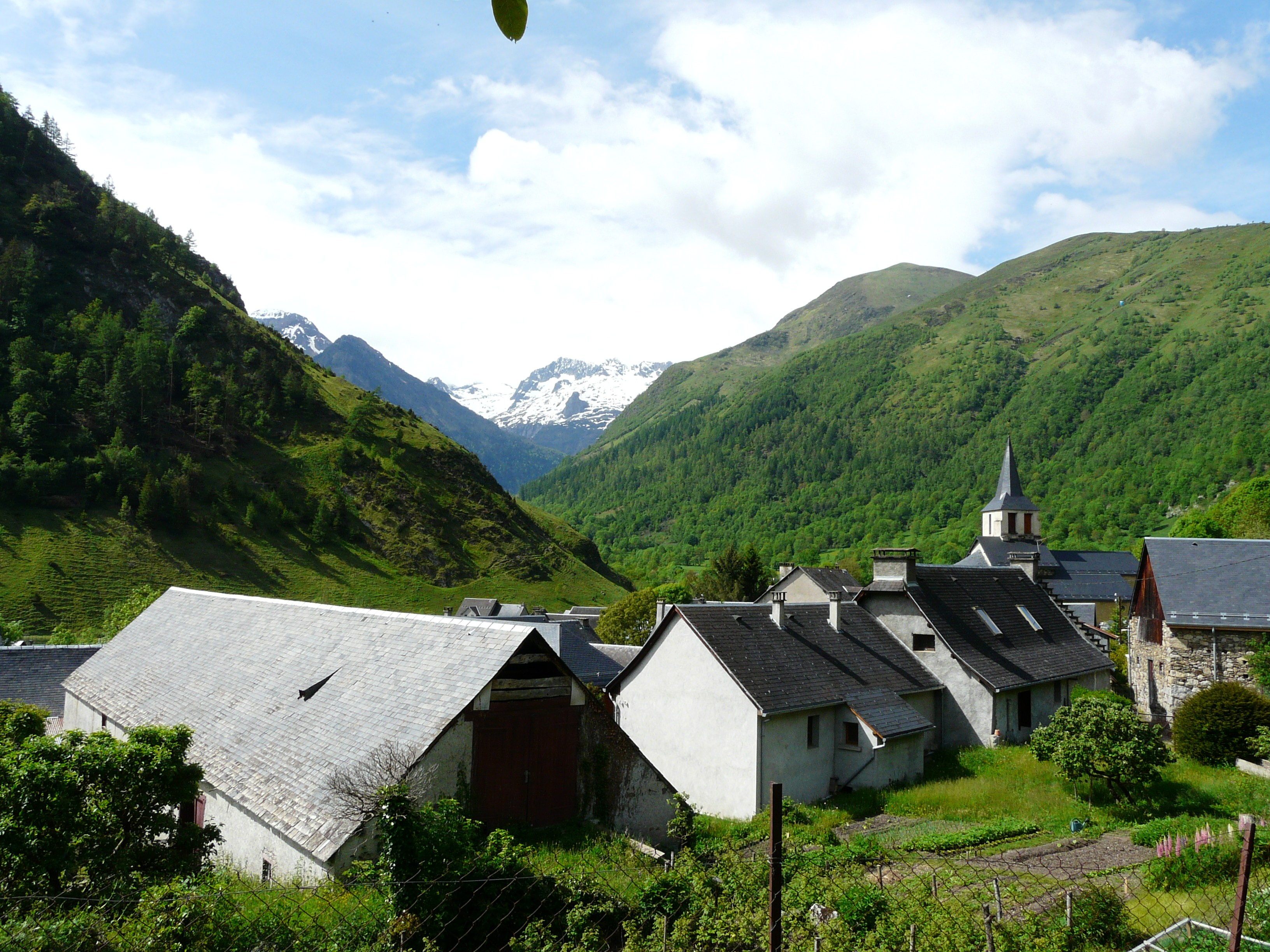
Оо
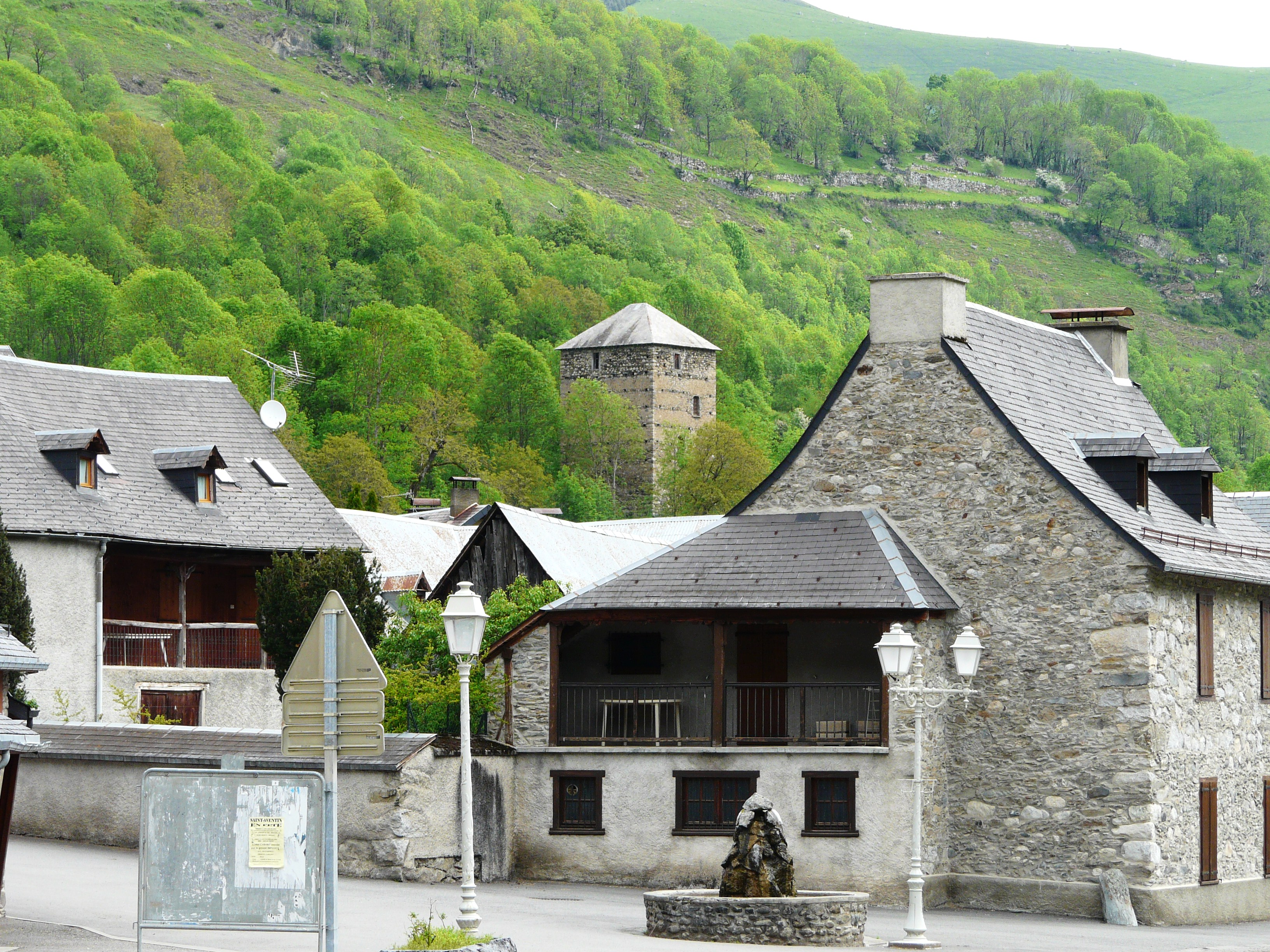
Оо
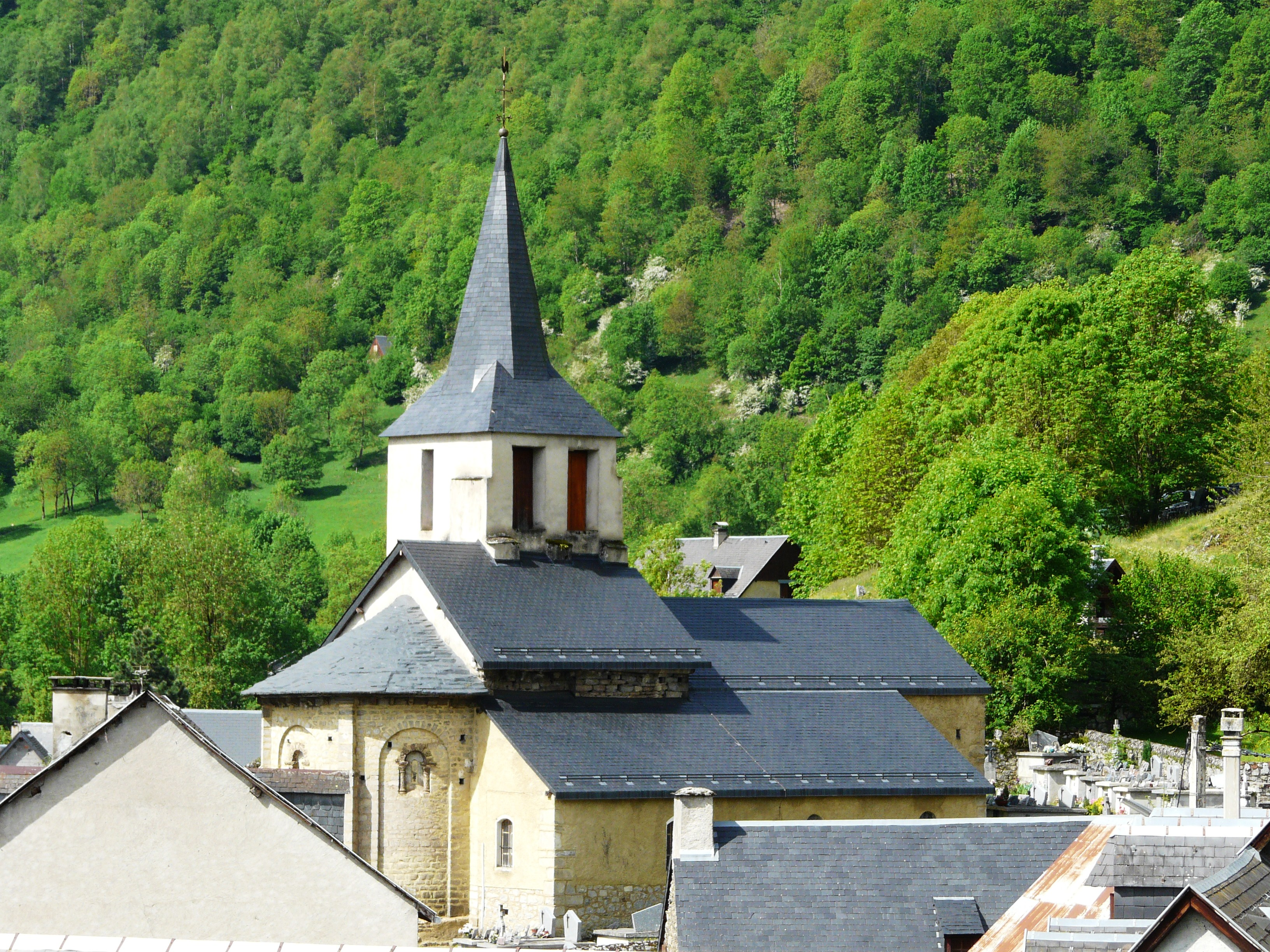
Церковь Св. Иакова
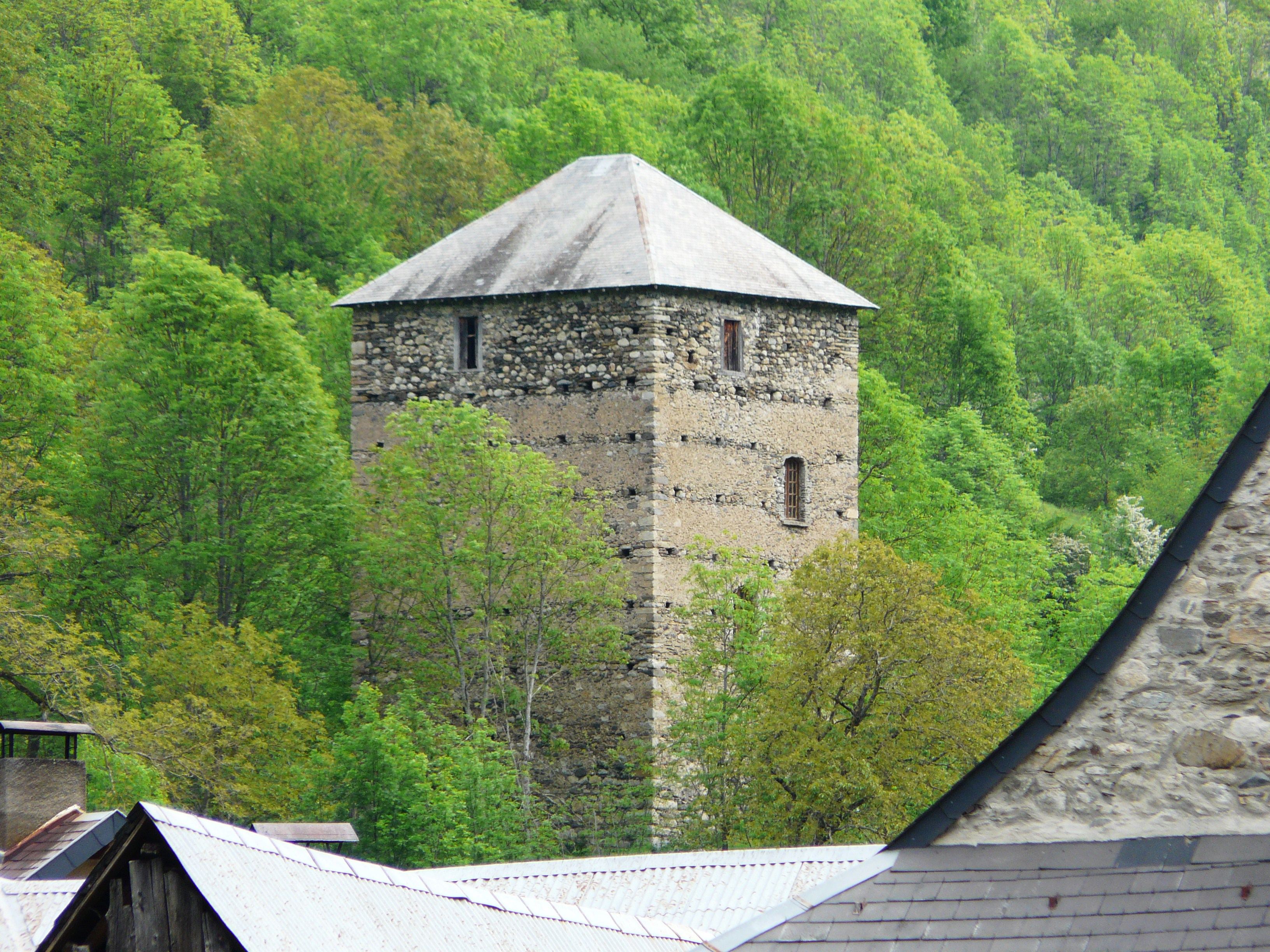
Сигнальная башня Ле-Касте
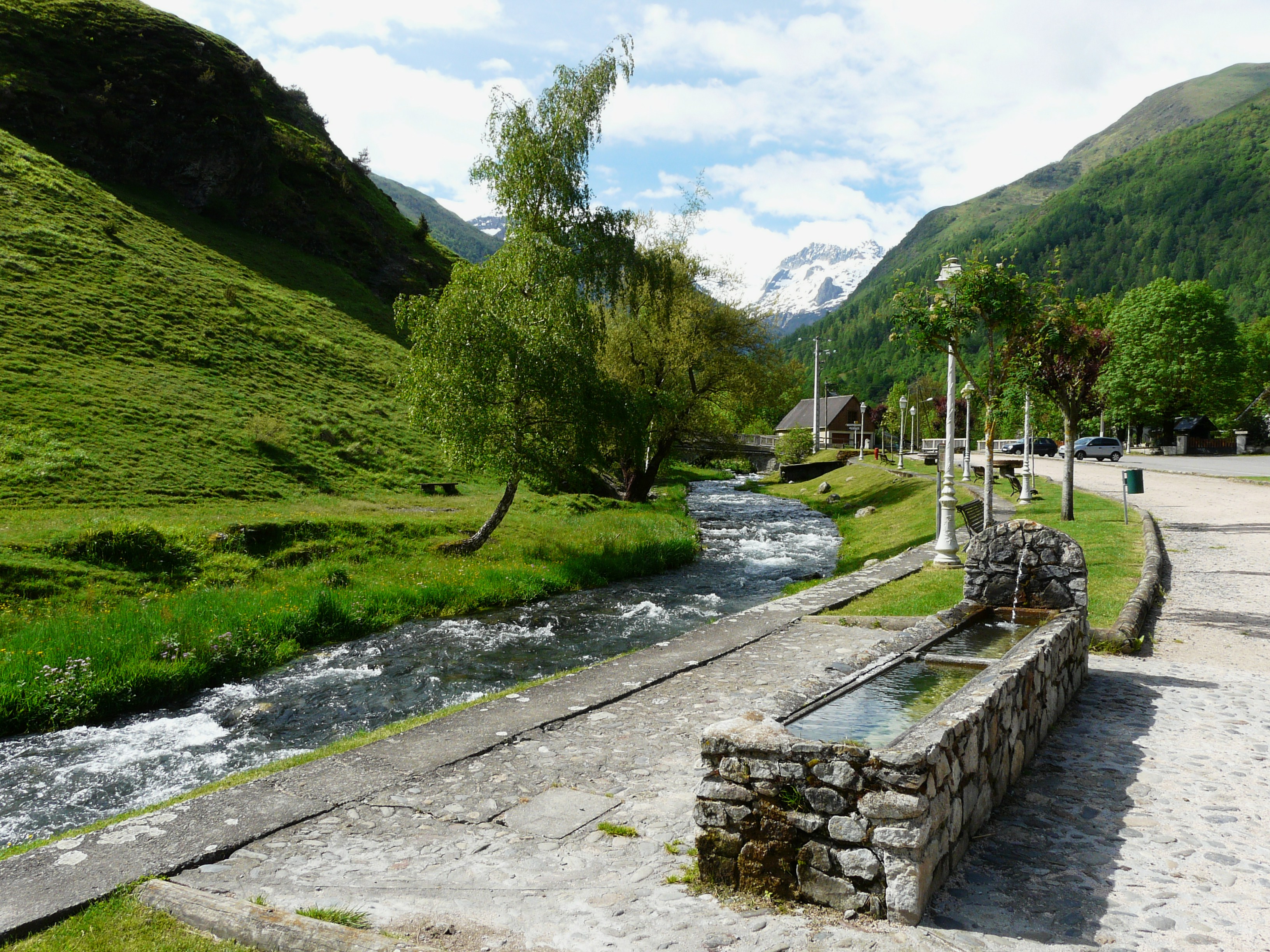
Река Нест-д’Оо
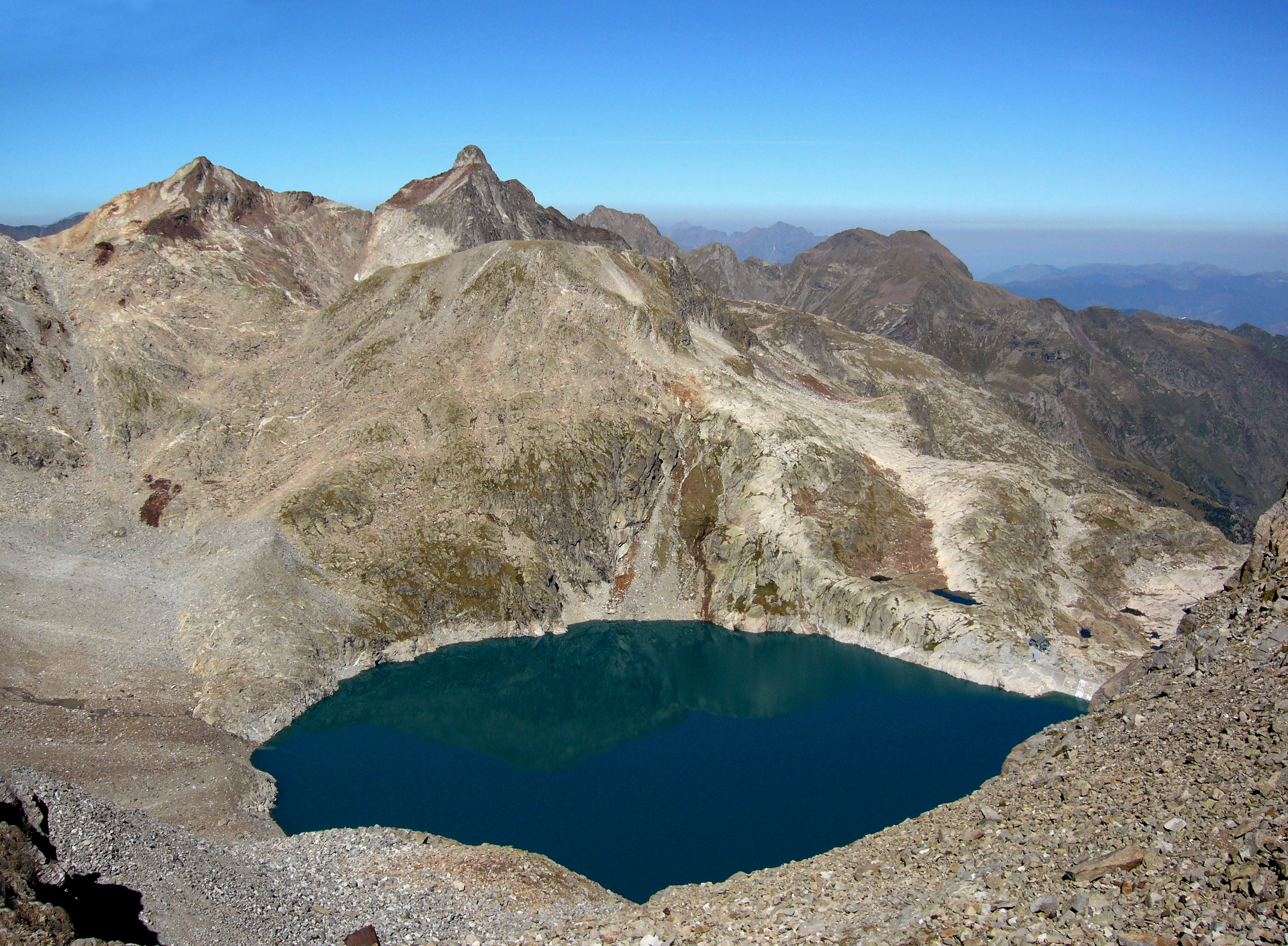
Озеро Портийон
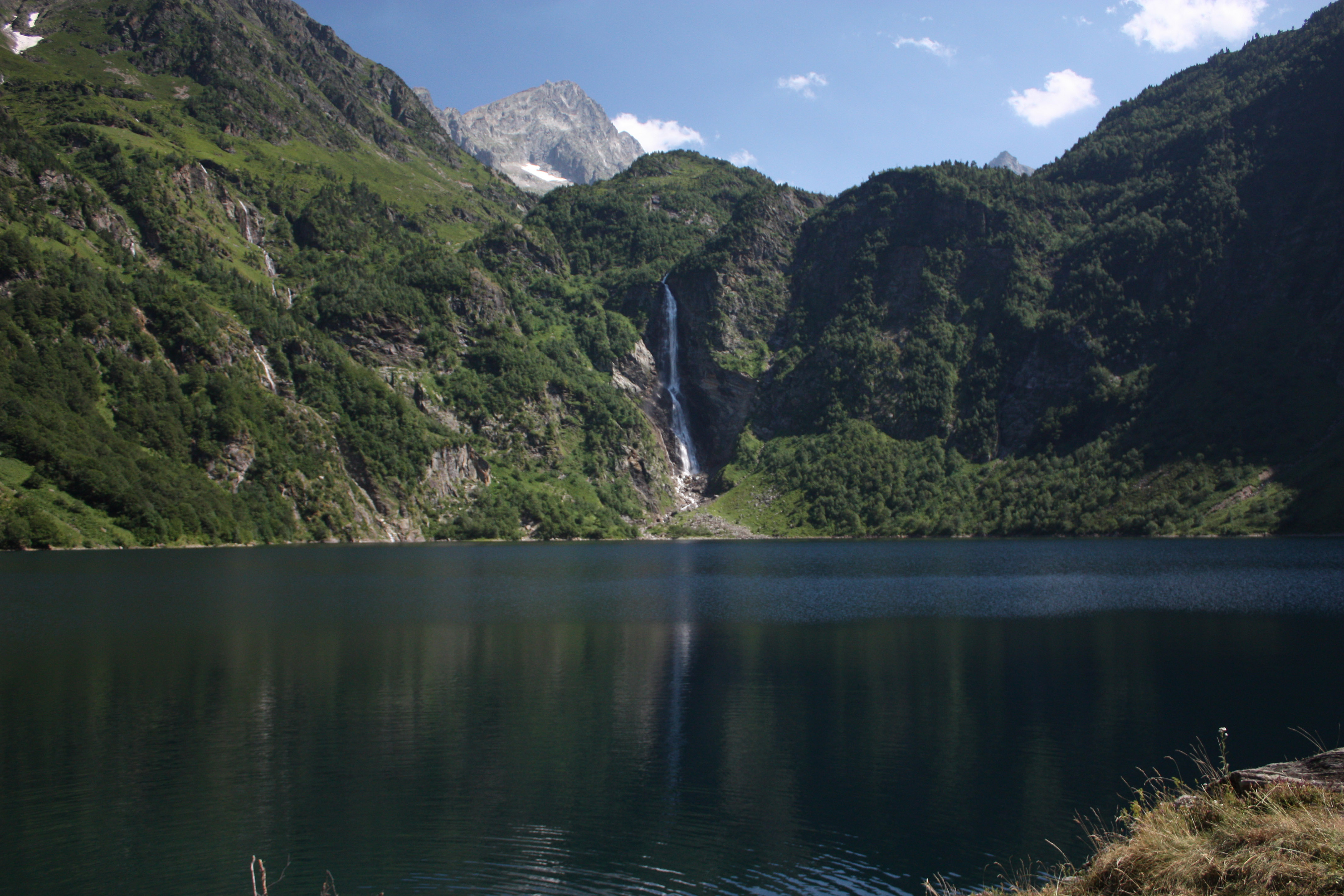
Озеро Оо
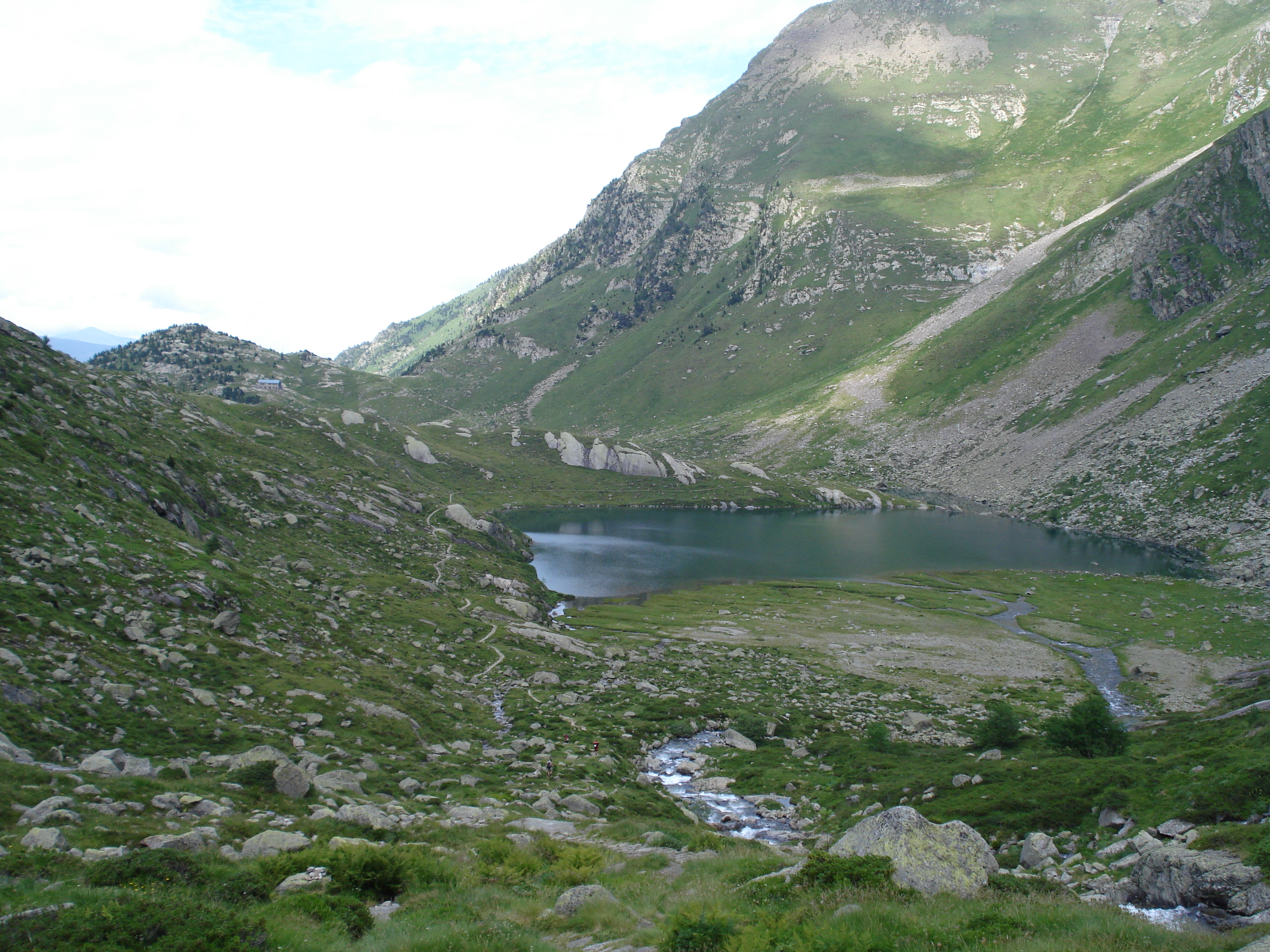
Озеро Сосса
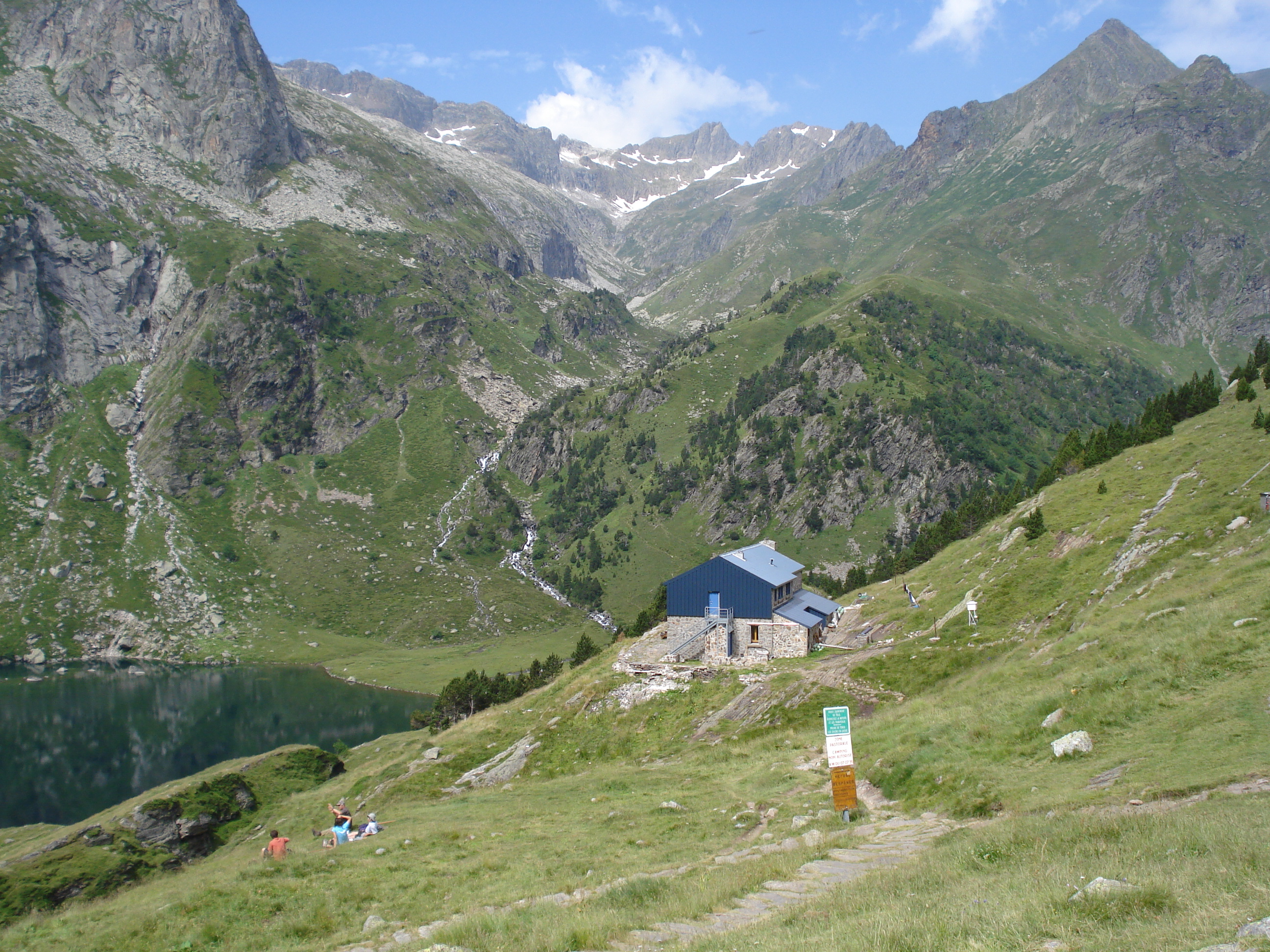
Озеро Эспиньо